# Emmesomyia ovata
Emmesomyia ovata är en tvåvingeart som först beskrevs av Stein 1915.  Emmesomyia ovata ingår i släktet Emmesomyia och familjen blomsterflugor.
Artens utbredningsområde är Taiwan. Inga underarter finns listade i Catalogue of Life.